# Albert O. Hirschman
Albert Otto Hirschman (Otto-Albert Hirschmann; 7 d'abril de 1915 - 10 de desembre del 2012) fou un economista influent, autor de diversos llibres sobre economia política i ideologia política. La seva primera contribució important fou en l'àrea de l'economia de desenvolupament. Aquí emfasitzà la necessitat del creixement no equilibrat. Com que els països en vies de desenvolupament tenen escasses habilitats per a prendre decisions, argumentà que calia promoure desequilibris per a estimular el creixement i ajudar a mobilitzar recursos. Per a aconseguir-ho és cabdal promoure indústries amb un gran nombre de connexions amb altres empreses.
Les seves aportacions més tardanes en economia política avançaren dos esquemes senzills, però intel·lectualment potents. El primer descriu les tres respostes possibles bàsiques en empreses o sistemes polítics (abandonar, alçar la veu o restar en silenci) en el llibre Exit, Voice and Loyalty (1970). El segon descriu els arguments bàsics que fan servir els conservadors (perversitat, futilitat i perill) en The Rhetoric of Reaction (1991).
En la Segona Guerra Mundial, tingué un paper destacat rescatant refugiats en la França ocupada.

## Vida
Otto Albert Hirschmann nasqué a Berlín, Alemanya, fill de Carl i Hedwig Marcuse Hirschmann, i germà d'Ursula Hirschmann. Després d'haver començat a estudiar el 1932 a la Friedrich-Wilhelms-Universität, fou educat a la Sorbona, HEC Paris, la London School of Economics i a la Universitat de Trieste, de la qual va rebre el doctorat en economia el 1938.
Poc després, Hirschman anà voluntari per a lluitar per la República Espanyola en la Guerra Civil Espanyola. Després que França es rendís als nazis, treballà amb Varian Fry per a ajudar molts dels intel·lectuals i artistes europeus de primera línia a fugir als Estats Units; Hirschman ajudà a conduir-los des de la França ocupada a Espanya pels Pirineus i després a Portugal.
Becari de la Fundació Rockefeller a la Universitat de Califòrnia de Berkeley (1941-1943), serví a l'Exèrcit dels Estats Units (1943-1946), en el qual treballà a l'Oficina de Serveis Estratègics, fou nomenat cap de la secció per a Europa occidental i la Commonwealth britànica de la Junta de Governadors de la Reserva Federal (1946-1952), treballà com a assessor financer en la Mesa de Planificació Nacional de Colòmbia (1952-1954) i llavors esdevingué un assessor econòmic privat a Bogotà (1954-1956).
En acabat, passà per una sèrie de càrrecs acadèmics econòmics a la Universitat Yale (1956-1958), la Universitat de Colúmbia (1958-1964), la Universitat Harvard (1964-1974) i l'Institut d'Estudis Avançats de Princeton (1974-2012).
Hirschman ajudà a crear el «principi de la mà que amaga» en un article de 1967.
El 2001 Hirschman aparegué entre els primers cent intel·lectuals dels Estats Units, mesurats per citacions acadèmiques, en el llibre Public Intellectuals: A Study of Decline de Richard Posner.
El 2003, guanyà el Premi Benjamin E. Lippincott de l'Associació de Ciència Política Americana en reconeixement d'una feina de qualitat excepcional pel seu llibre The Passions and the Interests: Political Arguments for Capitalism before Its Triumph.
El 2007, el Social Science Research Council va establir un premi anual en honor de Hirschman.
Va morir als 97 anys d'edat el 10 de desembre del 2012, uns quants mesos després del traspàs de qui fou la seva muller durant setanta anys, Sarah Hirschman (Chapiro).